# 지크자우어
지크자우어 유한책임회사(SIG Sauer GmbH는 슈비츠 암즈 주식회사가 소유하고 있는 총기 제조사이다. 1985년 독일 슐레스비히홀스타인에서 지크암즈(Sigarms)라는 이름으로 창업하여 2007년 10월까지 그 이름을 사용했다.
이 모회사는 2020년에 폐사했으며 더 이상 총기를 제조하지 않는다.
반면 미국 회사인 SIG Sauer, Inc 는 1990년에 뉴햄프셔주에서 현재(2024년)까지 총기류를 제조, 생산, 판매하고 있다.

## 제품

### 반자동 권총
- SIG Sauer P365